# قانون البنوك لعام 1935

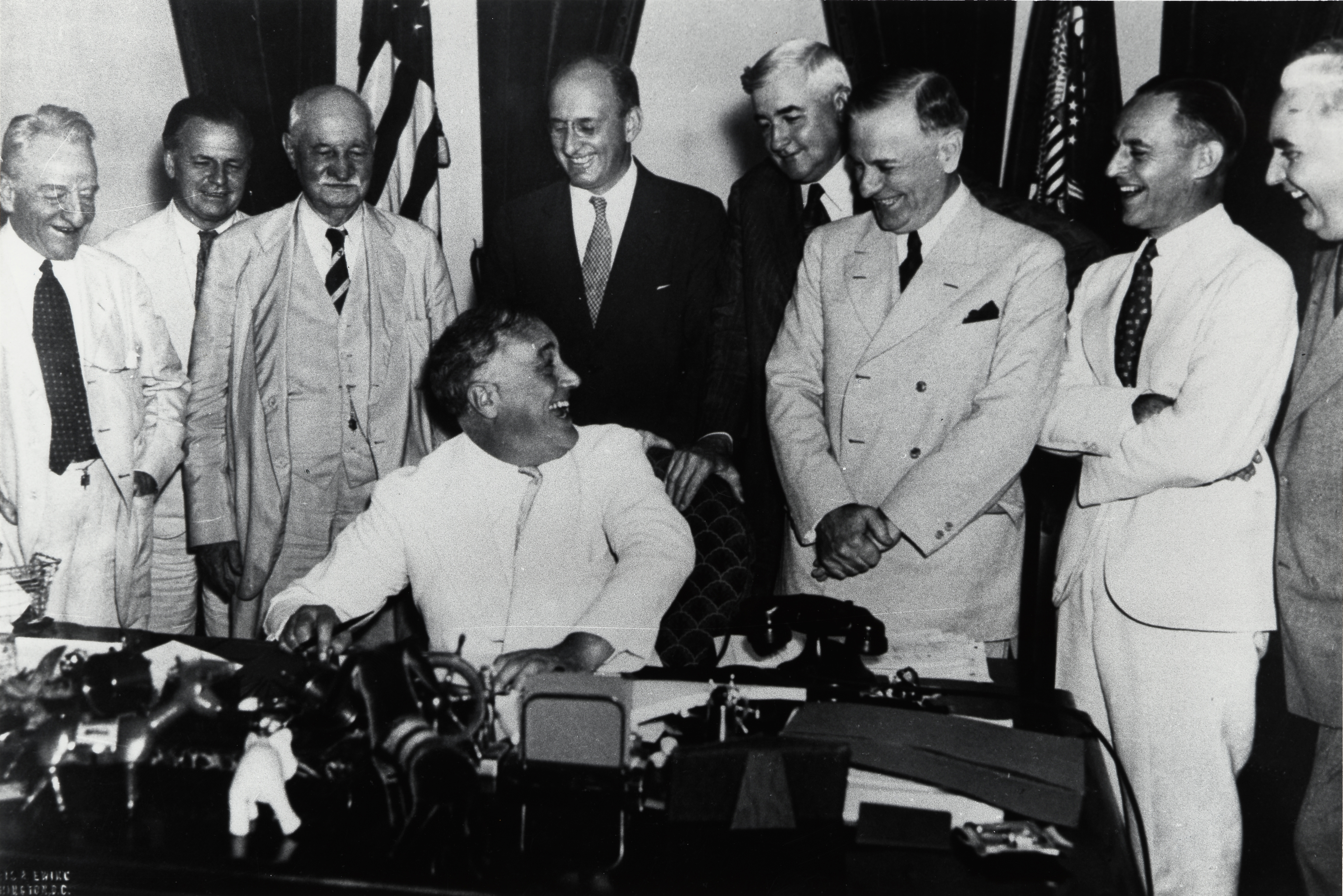
روزفلت يوقع قانون البنوك لعام 1935

صدر قانون البنوك لعام 1935 في 19 أغسطس 1935 ووقعه الرئيس فرانكلين دي روزفلت ليصبح قانونًا في 23 أغسطس. قام القانون بتغيير الهيكل وتوزيع السلطة في نظام الاحتياطي الفيدرالي الذي بدأ بقانون البنوك لعام 1933 [الإنجليزية]. احتوى القانون على ثلاثة أبواب.